# Humortadela
Humortadela foi um site humorístico brasileiro criado em 3 de dezembro de 1995. Considerado o pioneiro em sua área de atuação no Brasil, abandonou suas atividades em 5 de maio de 2011, quinze anos após o seu lançamento mas o site voltou a ficar ativo em 29 de junho de 2012. O site saiu do ar em 2016. Aquando do encerramento, encontrava-se hospedado no UOL. O Site publicou no entanto um vídeo intitulado A Volta do Humor Tadela, dizendo que só iria voltar quando conseguissem 100 mil curtidas em sua página do Facebook. O site, que foi comprado pela empresa brasileira OraPois, focada no entretenimento, voltou ao ar no dia 20 de agosto de 2012. Atualmente encontra-se desativado e as animações podem ser vistas na sua grande maioria no YouTube.

## História
Criado em 1995 por Sergio Batista, foi um dos pioneiros em humor na internet do Brasil, chegando a autointitular-se o maior site do gênero na América Latina. Entre alguns dos roteiristas de Humortadela destacam-se Sérgio Batista, Paulo Faiock, Daniel Santos, Tiago Alcântara, Oswaldo Biancardi Filho, Draghixa, Baltazar Paprocki, André Guedes e Wil Vasque. Grande parte dos desenhos e animações são da autoria de Baltazar Paprocki, Carlos Otavio South Gama, André Guedes, Amilcar Pinna e Wil Vasque. Participaram ainda na equipa Fabio Armando, Mike Mattos, Monalisa Silva, Marconi Leal entre outros, colaborando com o roteiro, lipsyncing, som e legendas.
Além das típicas animações feitas em Adobe Flash, o site também possuía piadas do mesmo género, um pouco mais curtas na secção "Kabrum! Piada Relâmpago". Além disso, o site possuía secções de charges, imagens engraçadas e jogos, entre os quais se destacam "Show do milhão", "Ache o Molly" e "Quem sabe sobe".
Entre algumas das personagens mais icônicas do site Humortadela, destacam-se as seguintes:
- Tadelino
- Cachaça e Manguaça
- Nadir
- Sinval
- Asmuié e Uzômi
- Uzviado
- Deus
- São Pedro
- Nossa Senhora
- Coelhinho da Páscoa
- Rita
- Leléu e Porela
- Alê e Luia
- Lula
- Tiririca
- Caipira
- Portuga
- Zé Briguento
- João Kleber
- Etezinho e Etezão
- Sílvio Santos
- Ratinho (Chatinho)
- A Sogra
- Os Marcianos
- Ronaldo
- Robocopa
- Ana Maria Braba
- Clodovil
- Jatobá
- Dercy Gonçalves
- Michael Jackson
- Bin Laden

Destacam-se entre algumas das rúbricas mais recorrentes:
- O programa da Asmuié e Uzômi
- O programa dos Uzviado
- Menos você/Macho você (Paródia de "Mais você")
- Eskula Shopi
- O Programa do Chatinho
- Nadir, a Empregada
- Sinval, o Herói Nacional
- Genérica (Paródia da Novela "América")
- O que irrita a Rita
- Leléu e Porela
- Repente
- BBB
- SBesteira
- Cachaça e Manguaça
- Etezinho e Etezão
- Será que ele É?
- Especial Dia das Mães
- Páscoa
- Promessas de Ano Novo
- Entrevistas do Tadelino
- Sucesso Humortadela Records Entertainment
- Propagandas diversas dos produtos Humortadela
  - G-30
  - GPS Humor Tadela
  - Ultra Sex Power Guido
  - Robocopa
  - TV Digital
  - FunKids, o CD de Funk feito especialmente para as crianças
  - A Cama do Futuro
  - Despertadela
  - Humortadela Seguros
  - Brain Drive
  - Igreja Resolver
  - Unitadela
  - O Micro do Futuro
  - Allkut (Paródia do Orkut)
  - Academia de Bolso
  - Encalhadas Solution

O site entrou em manutenção em 2007 após ter sido alvo de ataques de hackers. Retornou em 2009 após uma extensa reformulação, com um novo visual, segurança aprimorada e uma linguagem mais voltada à participação dos visitantes.
Em 2004, Sérgio Batista publicou o livro Pão com Humor Tadela, contendo uma seleção de piadas, sátiras, testes e manchetes do site.
Em 5 de maio de 2011, encerrou suas atividades, segundo o criador, por falta de dinheiro, pela entrevista que deu para o Estadão.
No dia 29 de junho de 2012, o site voltava às atividades, onde em apenas 2 dias já havia conseguido mais de 52 mil fãs em sua pagina  no Facebook 
No dia 20 de agosto de 2012, o site retornou ao ar e retomou suas atividades.
Atualmente, o site está vazio e a última atualização nas redes sociais foi em 2016. 
Uma vez que quase todas as animações do Humortadela são baseadas em Adobe Flash Player, o fim do suporte desta ferramenta em 31 de dezembro de 2020 torna improvável o regresso do Humortadela, pelo menos no formato antigo. A partir de 2021 só se tornou possível aceder a uma parte das animações do Humortadela no Youtube por diversos usuários e fãs do site.
O legado do Humortadela hoje ainda permanece no trabalho de alguns dos ex-colaboradores do site. Por exemplo Mike Mattos e Baltazar Paprocki criaram Piada Tunes com humor semelhante ao Humortadela que mais tarde se passou a chamar Anima Tunes. Eles acabaram por reciclar e trazer para o canal de Youtube muitas das animações do Humortadela nas quais eram maioritariamente autores.